# Бейла (город)
Бейла (фр. Beyla) — город на юго-востоке Гвинеи, в провинции Нзерекоре.

## География
Административный центр префектуры Бейла; находится на высоте 755 м над уровнем моря. Расположен на автомобильной дороге, ведущей из города Нзерекоре на север, в Керуане, и далее в Канкан. Вблизи города осуществляется добыча железной руды.

## Население
По данным на 2013 год численность населения города составляла 13 394 человека.
Динамика численности населения города по годам:
| 1983   | 1996   | 2013   |
| ------ | ------ | ------ |
| 12 055 | 11 566 | 13 394 |